# Коронавірусна хвороба 2019 в Андоррі
Епідемія коронавірусної хвороби 2019 в Андоррі — це поширення пандемії коронавірусної хвороби 2019 на територію Андорри. Перший випадок хвороби в країні зареєстрований 2 березня 2020 року в столиці країни місті Андорра-ла-Велья в 20-річного чоловіка, який повернувся до країни з італійського міста Мілан. За загальної кількості населення у 77543 (станом на 31 грудня 2019 року) 7 грудня 2020 року рівень інфікування в країні становив 1 випадок на 11 жителів, а смертність становила 1 випадок на 994 жителя.

## Заходи боротьби з поширенням хвороби
16 березня уряд розпорядився закрити всі навчальні заклади в країні. Окрім того, були скасовані всі культурні заходи, заплановані урядом. У своєму виступі 13 березня глава уряду країни Хав'єр Еспот Самора повідомив, що всі громадські заклади будуть закриті на два тижні, крім тих, які забезпечують постачання життєво важливих товарів, заправки та аптеки. Наступного дня було скасовано святкування Дня Конституції. Крім того, обмежено перетин кордонів країни, дозволено виїжджати з країни лише за отриманням медичної допомоги, для перевезення товарів, або особам, які постійно мешкають за кордоном. Заборонено продаж тютюну та алкоголю туристам, а кількість, дозволена до продажу громадянам Андорри та мешканцям країни, була обмежена.
16 березня прем'єр-міністр країни наказав призупинити діяльність з високим рівнем ризику інфікування, зокрема будівництво та «вільні» (культура та освіта) професії, принаймні на вісім днів, а державне управління було обмежено до мінімального рівня, щоб уникнути колапсу системи охорони здоров'я. Уряд країни розпочав роботу над юридичним обґрунтуванням запровадження надзвичайного стану, введення якого хоч і передбачено конституцією країни, проте процедура його запровадження не прописана в законах країни. Уряд країни закупив тест-системи на антитіла до коронавірусу вартістю 1,5 мільйона євро. Хоча проведення цих тестів не є обов'язковим, проте можливість довести наявність антитіл може дати бажаючим особам можливість зниження карантинних обмежень.

## Хронологія

### Березень 2020 року
2 березня в Андоррі підтверджено перший випадок коронавірусної хвороби у 20-річного чоловіка, який повернувся з Мілана. У повідомленні уряду сказано, що проведений тести показав наявність коронавірусу в хворого, і він залишиться в лікарні для подальшого обстеження, а особи, з якими він контактував, будуть знаходитись під спостереженням. Перший хворий одужав 8 березня.
12 березня повідомлено про виявлення другого випадку хвороби у 87-річної жінки, дочка якої була вчителькою. Уряд оголосив, що всі школи країни будуть закриті з 16 березня.
13 березня прем'єр-міністр країни під час свого публічного виступу розпорядився закрити всі громадські установи, крім магазинів з продажу життєво необхідних товарів, аптек та заправних станцій, терміном на два тижні.
14 березня частина законодавчих актів країни не вступили в силу у зв'язку з припиненням роботи Генеральної ради.
15 березня повідомлено, що в Андоррі виявлено 4 нові випадки хвороби, загальна кількість випадків зросла до 6 справ, 5 з яких були на той час активними. Усі четверо нових хворих контактували з 87-річною хворою.
16 березня прем'єр-міністр розпорядився припинити роботу усіх будівельних та промислових підприємств, оскільки кількість активних випадків коронавірусної хвороби зросла до 14 осіб після того, як за день виявлено 9 нових випадків хвороби.
17 березня кількість випадків хвороби зросла до 39. Співкнязь Андорри Жоан Енрік Вівес-Сісілья у спеціальному телезверненні до народу закликав до спокою, поваги та взаєморозуміння між усіма жителями країни.
22 березня 88-річний чоловік став першим підтвердженим смертельним випадком коронавірусної хвороби в країні, кількість випадків хвороби в Андоррі зросла до 112.
24 березня підтверджено третю смерть від коронавірусної хвороби в країні.
29 березня міністр охорони здоров'я повідомив, що 80 активних випадків хвороби зареєстровані в медичних працівників. Також повідомлено, що Куба направила 27 медсестер та 12 лікарів на допомогу медичним працівникам Андорри.

### Квітень 2020 року
11 квітня 79-річний пацієнт із міста Ла-Сеу-д'Уржель з провінції Льєйда в Іспанії був переведений до відділення інтенсивної терапії лікарні Ностра-Сеньора-де-Меричель.
До 20 квітня 36 хворих померли від коронавірусної хвороби в Андоррі.
30 квітня державним службовцям та їх родичам, а також добровольцям з числа інших громадян, проведено обстеження на наявність антитіл проти COVID-19.

### Травень 2020 року
З 4 по 13 травня проводилось добровільне тестування на коронавірус переважної більшості населення країни (70 468). З 18 по 27 травня таке добровільне тестування переважної більшості населення країни проведено вдруге.

### Червень-серпень 2020 року
З 1 по 10 червня поряд із частиною сумнівних тестів, у країні виявлено 78 позитивних випадків хвороби за допомогою ПЛР-тестів.
З 1 по 12 липня кількість зареєстрованих випадків хвороби залишалась незмінною на рівні 855, проте 13 липня зареєстровано 3 нові випадки хвороби, що збігалося з початком другої хвилі пандемії в сусідніх регіонах Іспанії. 16 липня виповнився місяць з моменту останньої смерті в Андоррі. До 31 липня було зареєстровано ще 67 випадків, внаслідок чого на кінець місяця кількість випадків у країні зросла до 925, або 1,2 % населення.
Протягом першої половини серпня нові випадки реєструвались із середньою частою 4 нові випадки на день, а в другій половині серпня частота виявлення нових випадків зросла до 12 випадків на добу, досягнувши 989 до середини місяця та 1176 до кінця серпня. 12 серпня повідомлено про 53-тю смерть від коронавірусної хвороби в країні.

### Вересень 2020 року
Нові випадки хвороби реєструвались із середньою швидкістю 17,5 на день протягом першої половини вересня та 37,8 на день протягом другої половини місяця.
21 вересня 7-денна ковзна середня кількість нових випадків на день становила 35, перевищуючи пік 34, досягнутий у першій хвилі 30 березня. Наприкінці місяця середня кількість нових випадків на день протягом тижня досягла 43.
Загальна кількість випадків у першій хвилі пандемії в Андоррі — 855, яка була досягнута 18 червня, та не змінювалась до 12 липня, була перевершенакількістю випадків у другій хвилі 23 вересня, коли загальна кількість випадків у країні досягла 1753.

### Жовтень 2020 року
12 жовтня повідомлено, що у міністра фінансів країни Еріка Жовера підтверджено позитивний результат тесту на COVID-19. 7-денна ковзна середня кількість нових щоденних випадків досягла 112 27 жовтня, більш ніж у 3 рази перевищуючи показник у першій хвилі, кількість активних випадків досягла піку в 1309 того ж дня, порівняно з 504 під час першої хвилі (11 квітня). Загальна кількість випадків досягла 4756, а загальна кількість смертей досягла 75 на кінець місяця.

### Січень 2021 року
Уряд Андорри підписав угоди про придбання 30 тисяч доз вакцини «Pfizer»/«BioNTech» з іспанським урядом за ціною, за якою вакцину придбала Іспанія, а також вакцини «Moderna» з урядом Франції.